# Hans Hildebrand

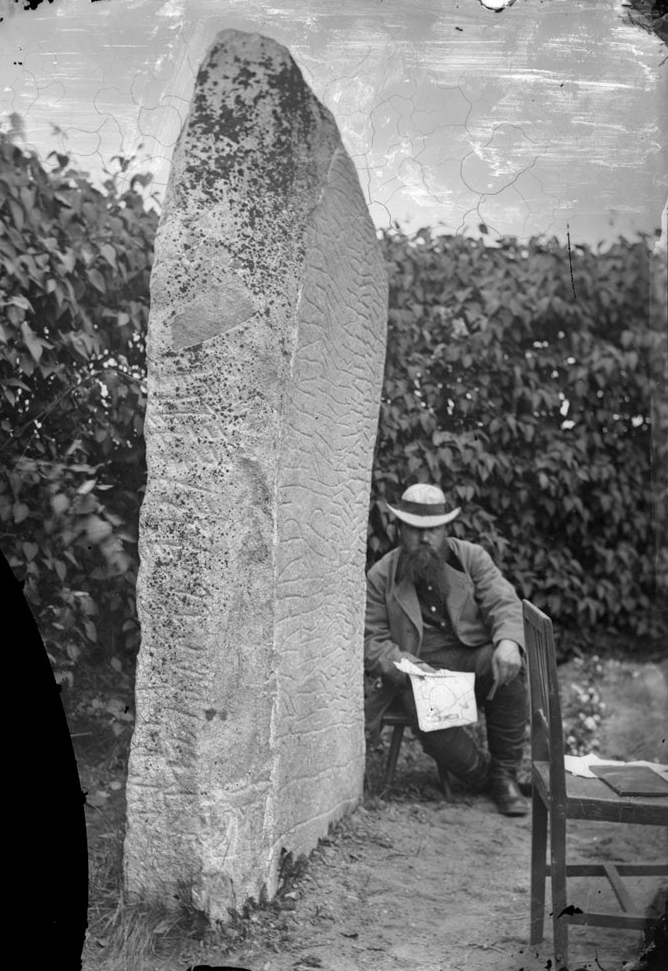
Hans Hildebrand vid Rökstenen

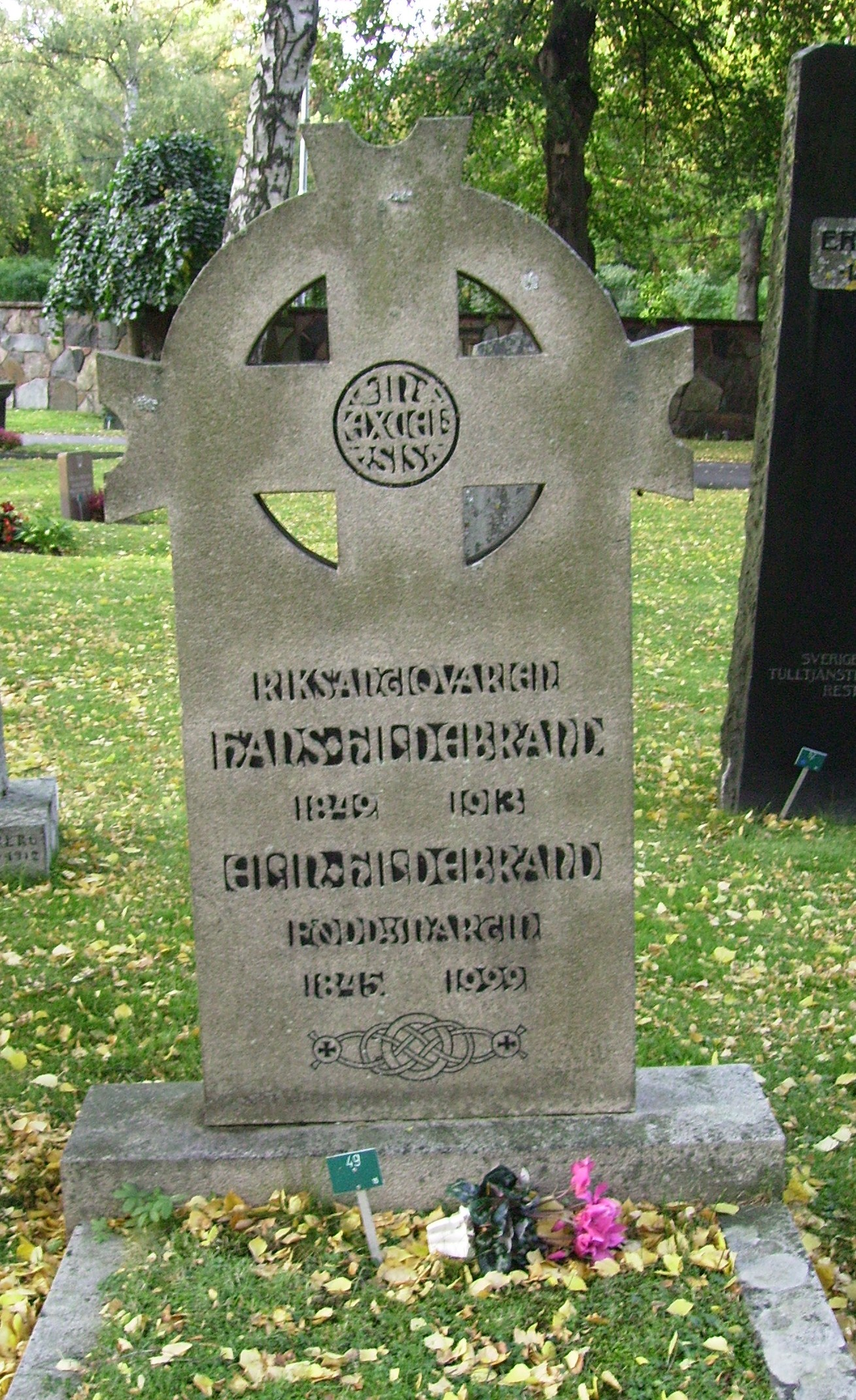
Hans Hildebrands gravvård på Solna kyrkogård.

Hans Olof Hildebrand Hildebrand, född 5 april 1842 i Stockholm, död 2 februari 1913, var en svensk arkeolog, numismatiker, museiman och riksantikvarie. Han var son till Bror Emil Hildebrand och Anna Mathilda Ekecrantz samt bror till Emil Hildebrand. Han gifte sig 1867 med Elin Maria Charlotta Martin och blev far till Erik Hildebrand samt svärfar till Olof Sörensen. 
Hildebrand var ledamot av Svenska Akademien 1895–1913 där han satt på stol 6 som efterträdare till författaren Fredrik August Dahlgren. Han var Akademiens dess ständige sekreterare (tillförordnad) 1912. Han var ledamot av Vitterhetsakademien från 1874 till sin död, dess sekreterare 1879–1907. Hildebrand var den förste som gradvis utarbetade en ny och betydande arkeologisk metod, typologin, vilken kom att fulländas av Oscar Montelius.

## Levnadshistoria
Hans Olof Hildebrand blev student vid Uppsala universitet 1860, avlade filosofie kandidatexamen 1865 och promoverades följande året till filosofie doktor med första hedersrummet. Redan under sin studenttid tjänstgjorde han under ferierna i Statens historiska museum. År 1865 förordnad till extra ordinarie amanuens i Kungliga Vitterhets Historie och Antikvitets Akademien, antogs han året därefter till sekreterare i Kungliga Samfundet för utgifvandet af handlingar rörande Skandinaviens historia och utnämndes till förste amanuens vid förenämnda akademi. 
Under åren 1870–1871 gjorde han i egenskap av Letterstedtsk stipendiat en utländsk resa och utnämndes 1871 till förste amanuens vid Kungliga Vitterhets Historie och Antikvitets Akademien. Som ombud för denna akademi deltog han i flera arkeologiska kongresser. 1879 efterträdde han sin far som riksantikvarie, sekreterare i Kungliga Vitterhets Historie och Antikvitets Akademien och garde des médailles. Han blev 1866 ledamot av och sekreterare i Samfundet för utgifvande af handskrifter om Skandinaviens historia, vilken befattning han lämnade 1896, deltog 1873 i stiftandet av Antropologiska sällskapet, blev 1874 ledamot i Kungliga Vitterhets Historie och Antikvitets Akademien, 1881 av Vetenskaps- och Vitterhetssamhället, blev 1884 Fredrika Bremer-Förbundets förste ordförande (och stannade på posten i 19 år), ledamot 1890 av Vetenskapssocieteten, 1891 av Vetenskapsakademien och 1895 av Svenska akademien, efter Fredrik August Dahlgren.